# Uuemõisa (vlek)
Uuemõisa (Duits: Neuenhof) is een plaats in de Estlandse gemeente Haapsalu, provincie Läänemaa. De plaats heeft de status van vlek (Estisch: alevik).
Tot in oktober 2017 behoorde Uuemõisa tot de gemeente Ridala. Daarvan was het de hoofdplaats. In die maand werd Ridala samengevoegd met de stad Haapsalu tot de gemeente Haapsalu en nam de stad de rol van hoofdplaats over.

## Bevolking
De ontwikkeling van het aantal inwoners blijkt uit het volgende staatje:
| Jaar            | 2000 | 2011 | 2021 |
| --------------- | ---- | ---- | ---- |
| Aantal inwoners | 1198 | 1025 | 1122 |

## Ligging
De plaats ligt ten oosten van de stad Haapsalu. De beek Randsalu oja vormt de grens tussen de twee plaatsen. In het noorden grenst Uuemõisa aan de Baai van Haapsalu, een inham van Väinameri, het gedeelte van de Oostzee tussen de eilanden Muhu, Saaremaa, Hiiumaa en Vormsi en het Estische vasteland. Een groepje onbewoonde eilandjes, waarvan Roograhu (10,2 ha), Väike-Roograhu (10 ha) en Ipurahu (7,6 ha) de grootste zijn, hoort bij Uuemõisa. De kust en de eilanden vallen onder het natuurreservaat Silma looduskaitseala (48 km²).
De Põhimaantee 9, de hoofdweg van Ääsmäe via Haapsalu naar Rohuküla, komt door Uuemõisa. Het (veel kleinere) dorp Uuemõisa ligt ten oosten van de vlek.

## Geschiedenis
De naam Uuemõisa is een letterlijke vertaling van het Duitse Neuenhof, ‘nieuw landgoed’. In 1539 werd het landgoed Nienhaue gesticht door Reinhold van Buxhoeveden, prins-bisschop van Ösel-Wiek. Het eiland Odinsholm (Osmussaar) viel ook onder het landgoed. In de 17e eeuw was het landgoed in handen van de familie De la Gardie. In 1732 dook de Estische naam op als Uemois. In 1808 werd het landgoed Sutlep (Sutlepa) afgesplitst, in 1857 werd Neuenhof samengevoegd met Wilkilby (Vilkla). De laatste eigenaar voor de onteigening door het onafhankelijk geworden Estland in 1919 was prinses Eugenie Sjachovskoi-Glebov-Stresjnev.
Het landhuis van het landgoed dateert uit 1833. Het werd in de jaren twintig van de 20e eeuw ingrijpend verbouwd en uitgebreid onder leiding van de architect Karl Burman. Na de onteigening van het landgoed was in het gebouw een school gevestigd; daarna was het in gebruik bij het Estische leger en het Rode Leger. In de jaren zeventig raakte het dusdanig in verval dat het in de jaren tachtig compleet herbouwd moest worden. Na 1990 is het gebruikt als gemeentehuis van Ridala, kleuterschool, basisschool en concertzaal.
Pas in 1923 was er sprake van een nederzetting op het voormalige landgoed van Uuemõisa. In 1977 kreeg ze de status van alevik (vlek).
Tussen 1928 en de sluiting in 1995 had Uuemõisa een station aan de spoorlijn van Tallinn naar Haapsalu.

## Foto's

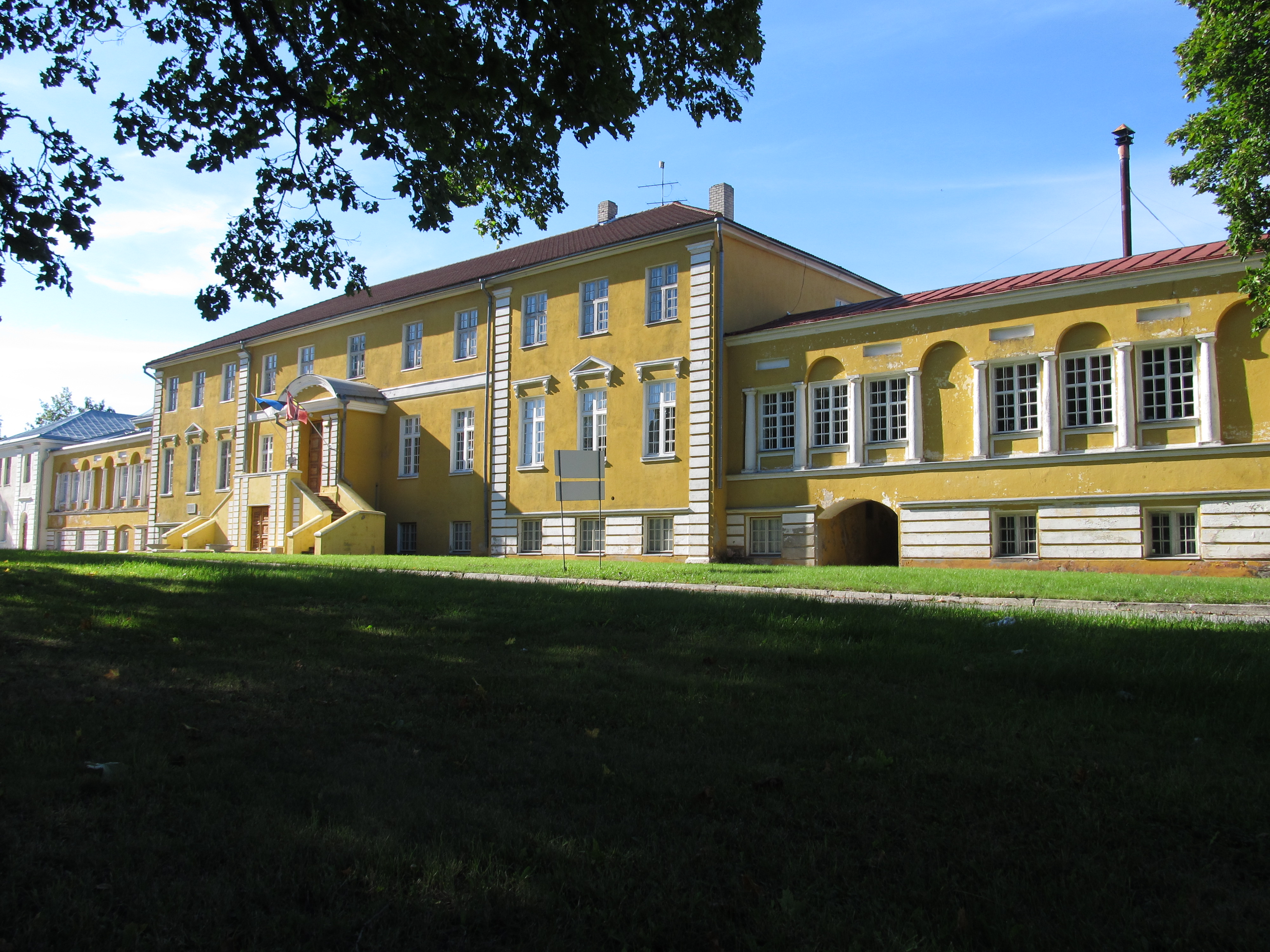
Het vroegere landhuis
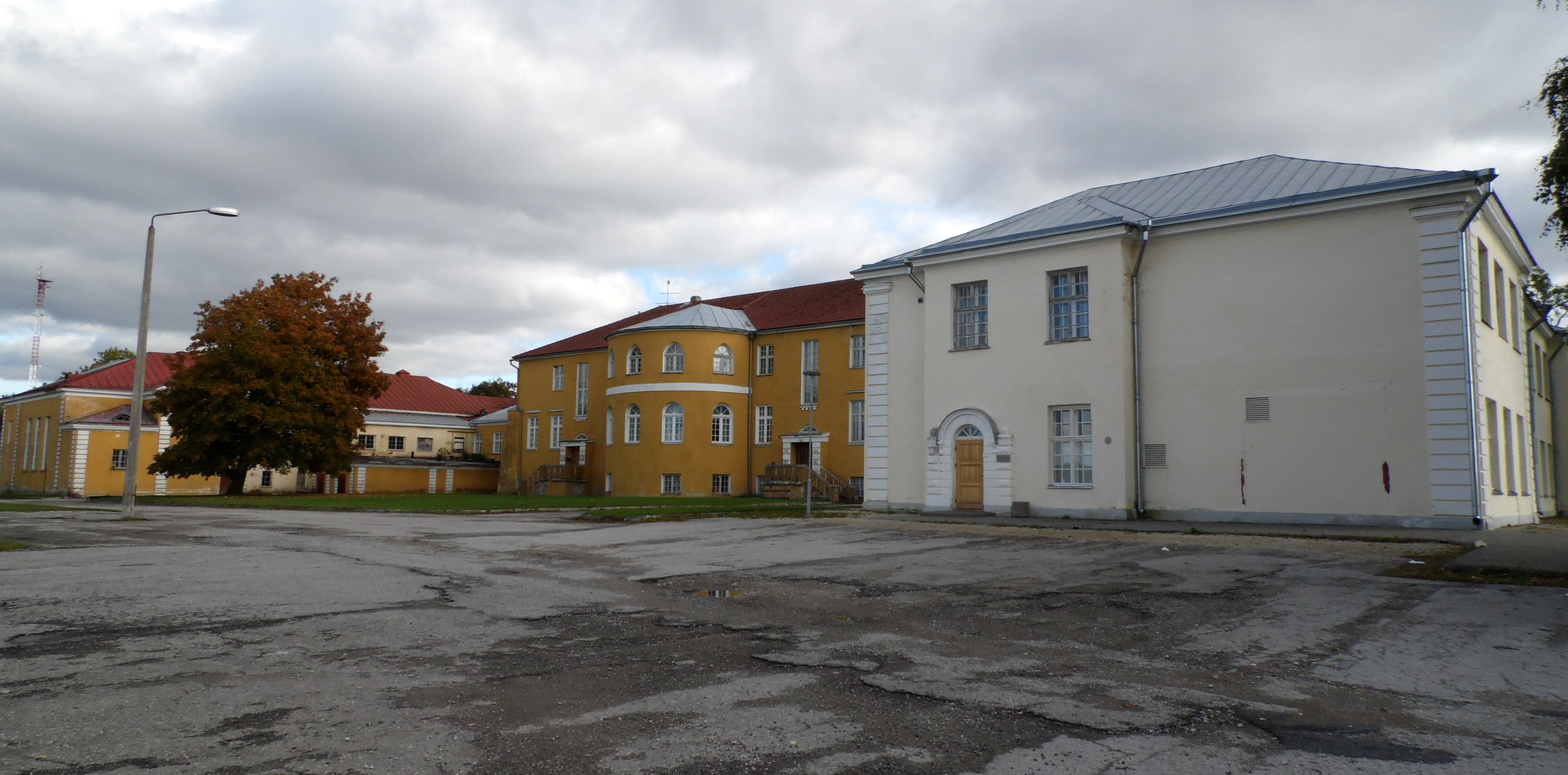
De achterkant van het bouwwerk
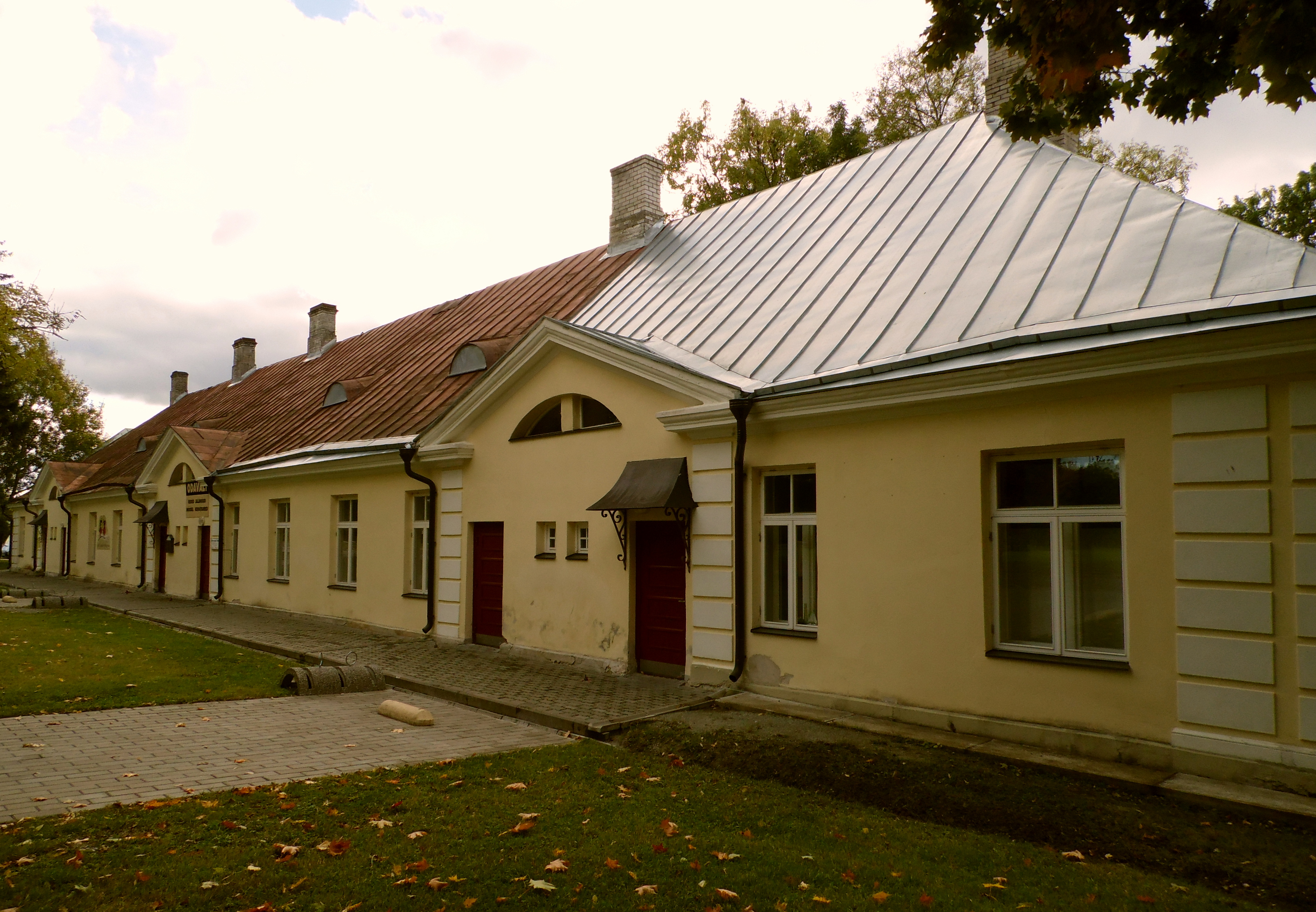
Het huis van de bedienden
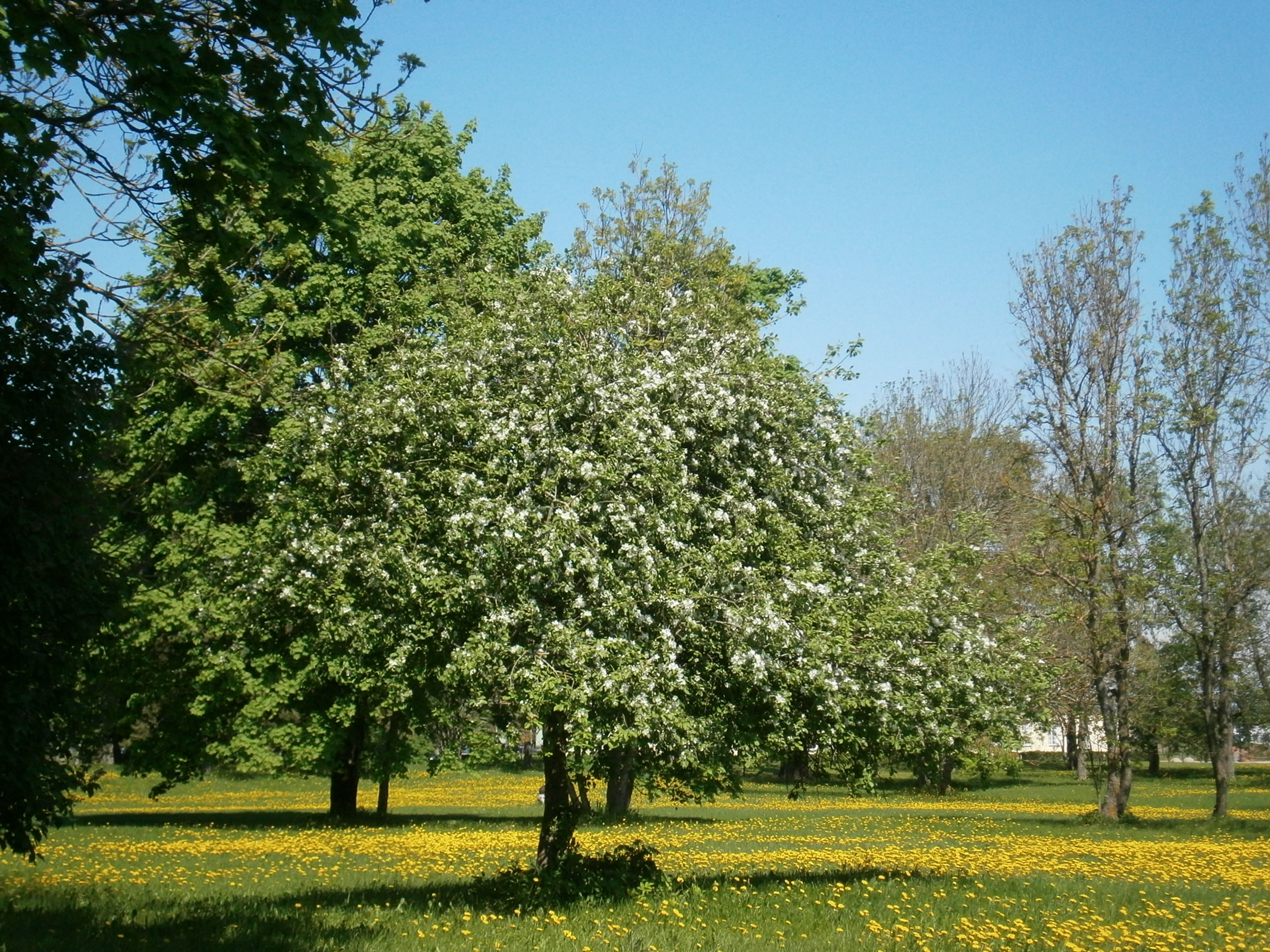
In het park bij het landhuis
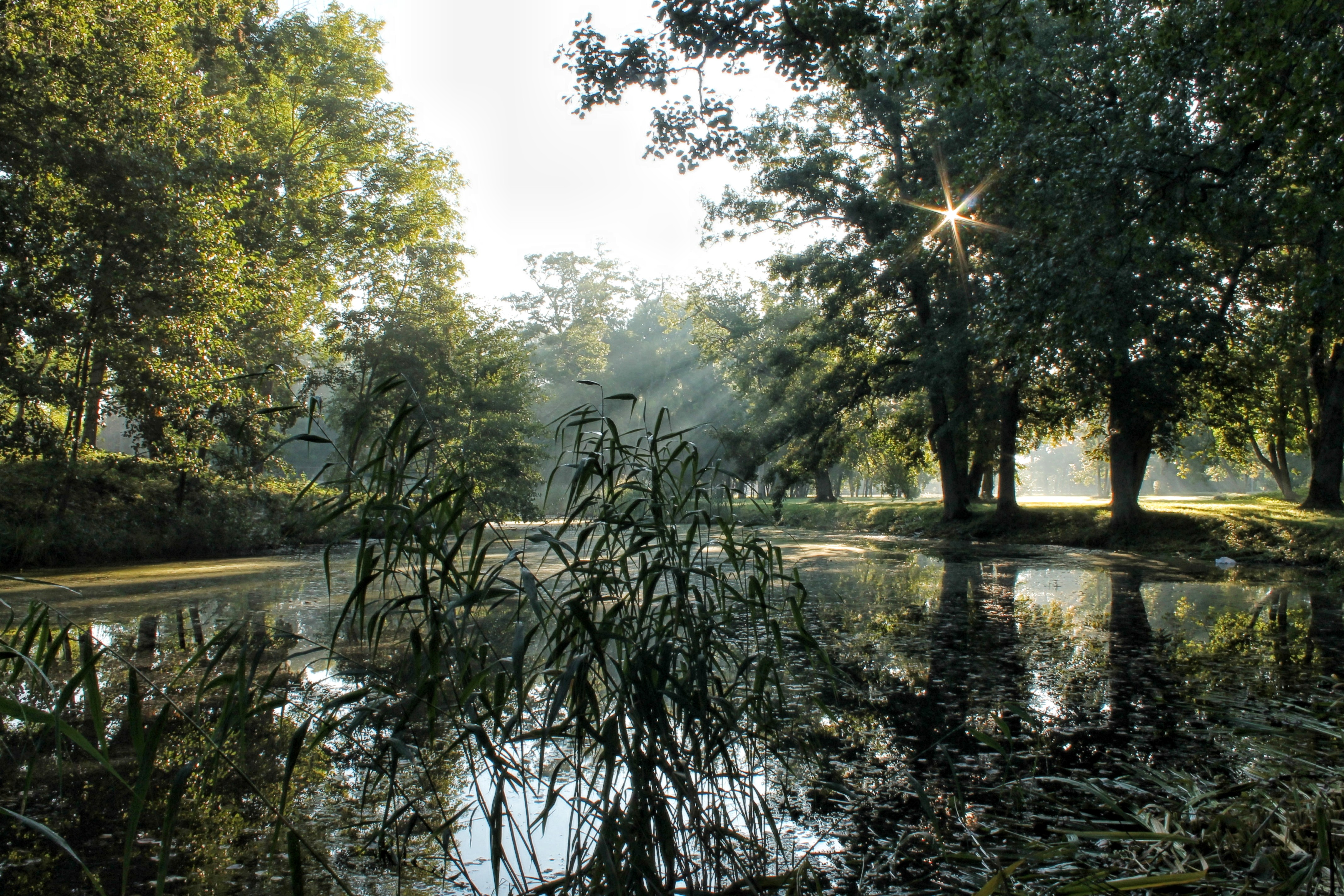
Vijver in het park
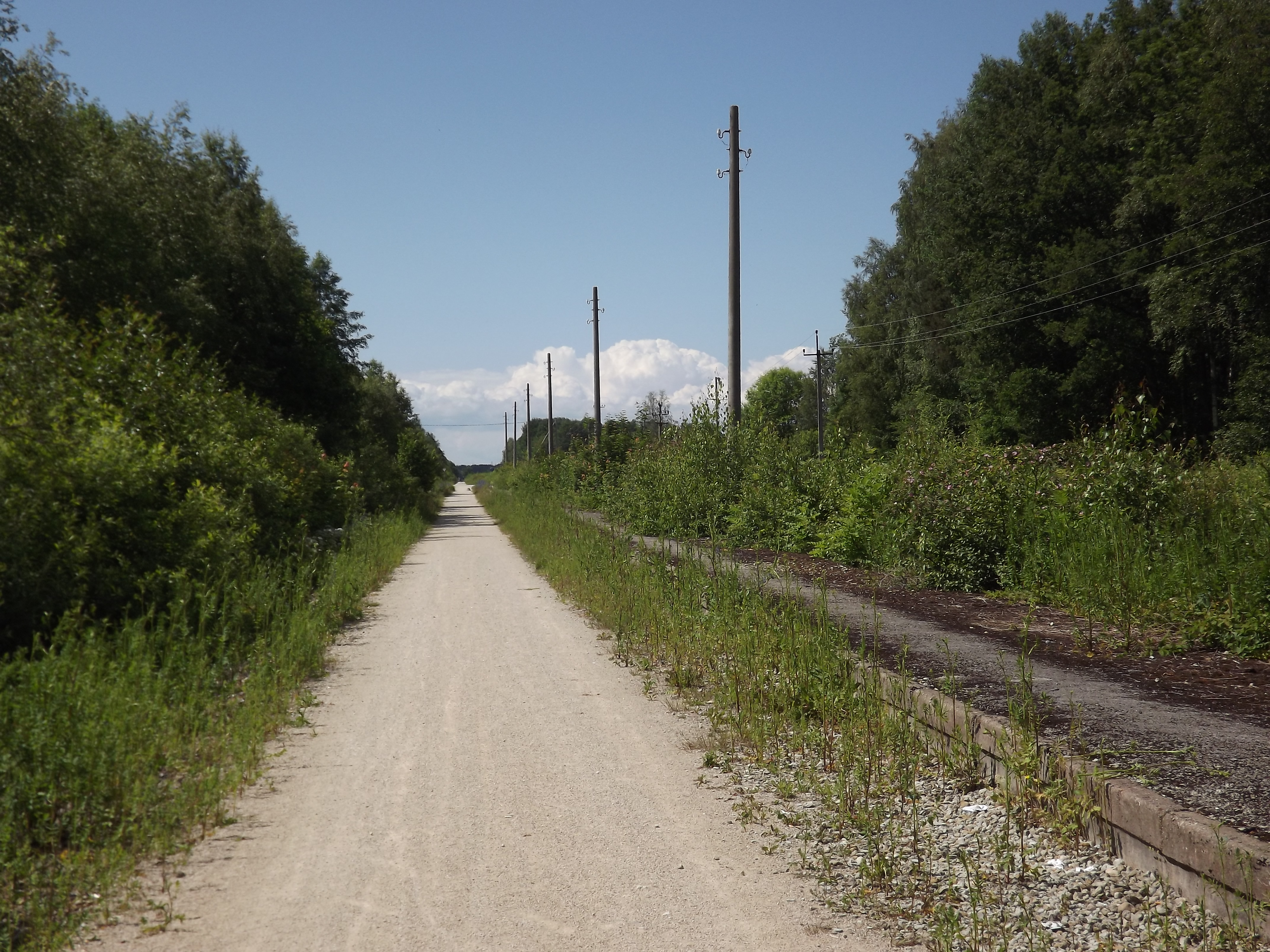
De plaats waar het station gelegen heeft